# Mors (bogini)
Mors (łac. Śmierć) – rzymska personifikacja śmierci, wzorowana na greckim Tanatosie. Poświadczona m.in. w tytule atellany Nowiusza Mortis ac Vitae iudicium [Non. 479] i satyry Enniusza Mors ac Vita [Quint. Inst. 9,2,36], a także u wielu innych poetów i przez napisy nagrobkowe.
W poezji pojawiło się kilka głównych typów personifikującego ujmowania śmierci: jako przyczyny śmierci [Stat. Theb. 7,53], jako przejścia z życia do śmierci [Anth.Lat. 2,429,1-2; 346,3-4; Hor. Carm. 1,14,13], jako stanu/bezruchu [Lucr. 3,959].
We wszelkich kontekstach mitologicznych, filozoficznych czy satyrycznych, w których pojawiła się rzymska personifikacja śmierci, przedstawiano ją wyłącznie w celu ukazania śmierci jako zjawiska, nigdy zaś nie w celach religijnych. Rzadko też kojarzono ją z innymi greckimi czy rzymskimi bóstwami – przeważnie przy tym z Hadesem/Plutonem [Stat. Theb. 4,528], Thanatosem czy Persefoną. Mors nie odgrywa więc żadnej roli w religii rzymskiej; nie pojawia się nigdy w autentycznych mitach, w kulcie ani w wierzeniach ludowych. Nieliczne konteksty mitologiczne, w których się pojawia, wiążą się z wpływami greckimi na rzymską literaturę.